# Trichogramma galloi
Trichogramma galloi é uma vespa utilizada para atacar pragas comuns em canaviais.